# Tommi Kärmeniemi
Tommi Kärmeniemi (* 1. Juni 1989) ist ein finnischer Biathlet.
Tommi Kärmeniemi startet für Lappeen Riento. Er bestritt seine ersten internationalen Rennen bei den Juniorenweltmeisterschaften 2008 in Ruhpolding, wo er 71. des Einzels, 49. des Sprints, 44. der Verfolgung und mit Marko Nieminen, Ville Simola und Eppu Väänänen in der Staffel Sechster wurde. Im Jahr darauf trat er bei den Juniorenrennen der Sommerbiathlon-Weltmeisterschaften 2009 in Oberhof an, wo er bei den Crosslauf-Wettbewerben 24. des Sprints sowie auf Skirollern 23. des Sprints und 20. der Verfolgung wurde. Die Juniorenweltmeisterschaften 2010 brachten für Kärmeniemi nur einen Einsatz im Einzel, das er als 67. beendete.
Seit 2011 startet Kärmeniemi bei den Männern im Leistungsbereich. Seine ersten Rennen, ein Einzel und ein Sprintrennen, beendete er im IBU-Cup auf den Rängen 57 und 70. Erst bei den Europameisterschaften 2015 in Otepää nahm der Finne an weiteren internationalen Wettkämpfen teil und kam zu seinen ersten Einsätzen bei einer internationalen Meisterschaft. Im Einzel lief er auf den 68. Platz, wurde 84. des Sprints und mit Olli Jaakkola, Heikki Laitinen und Tuomas Grönman 15. mit der überrundeten finnischen Staffel.